# Coelopleurus
Coelopleurus es un género de equinodermos, el registro fósil del cual se remonta al Eoceno, con restos en Europa (España, Francia, Italia, Egipto) y en  America del Norte. A menudo se lo puede encontrar escrito erróneamente cómo Coleopleurus. 

## Características

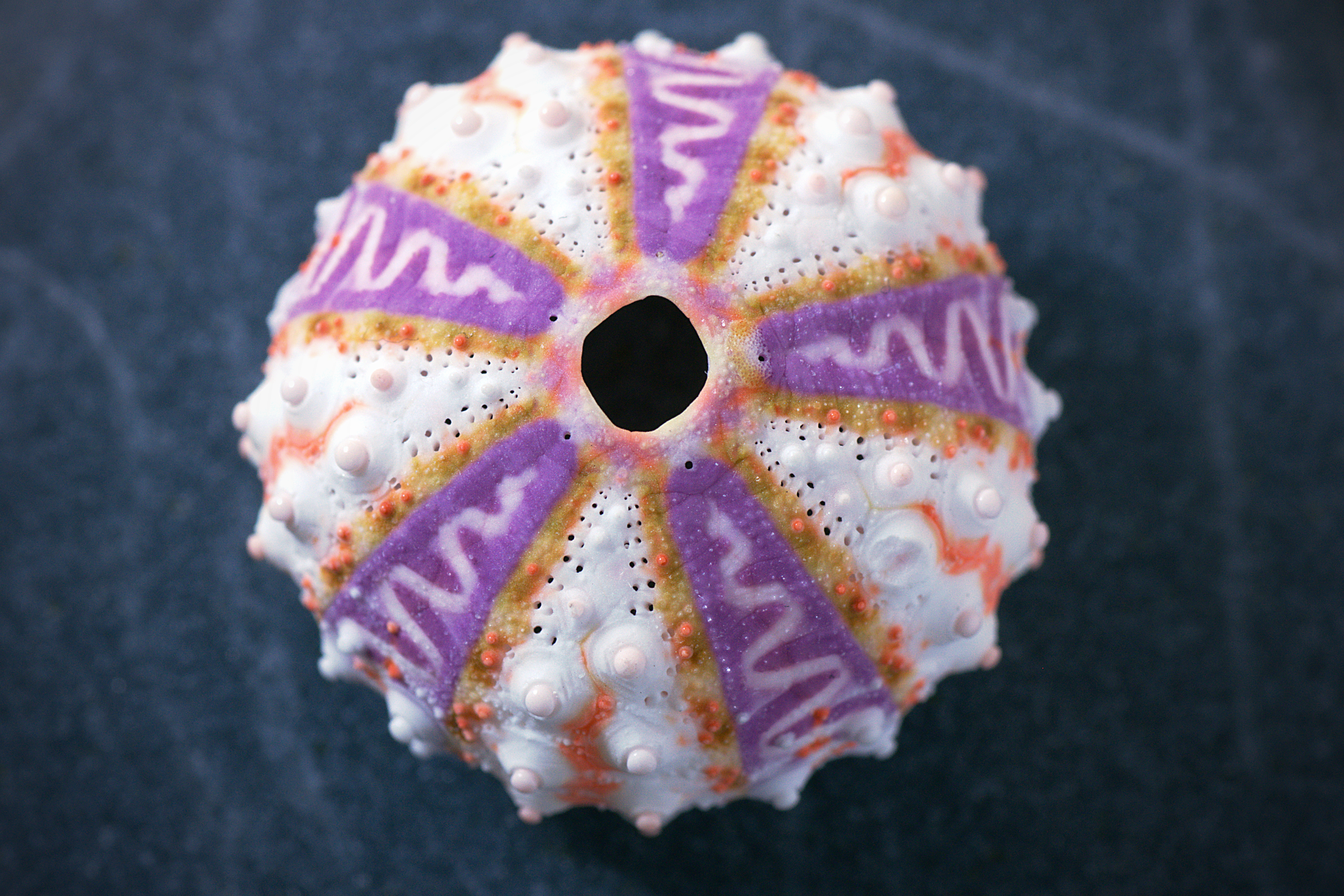
Vista adoral de Coelopleurus exquisitus

Estos erizos de mar, actualmente abisales, se caracterizan por su color sorprendentemente brillante, normalmente rojo y blanco. Aún más sorprendente es que sus esqueletos (concha) también tienen colores brillantes, incluso después del secado o, a veces, de la fosilización.

## Especies
De acuerdo con World Register of Marine Species y varias publicaciones científicas:
- Coelopleurus australis H.L. Clark, 1916
- Coelopleurus carolinensis Cooke, 1941a †
- Coelopleurus castroi Maury, 1930 †
- Coelopleurus exquisitus Coppard & Schultz, 2006
- Coelopleurus floridanus Agassiz, 1872
- Coelopleurus granulatus Mortensen, 1934
- Coelopleurus interruptus Döderlein, 1910
- Coelopleurus longicollis Agassiz & H.L. Clark, 1908
- Coelopleurus maculatus Agassiz & H.L. Clark, 1907
- Coelopleurus maillardi (Michelin, 1862)
- Coelopleurus melitensis Zammit-Maempel, 1969 †
- Coelopleurus singularis Nisiyama, 1966
- Coelopleurus undulatus Mortensen, 1934a
- Coelopleurus vittatus Koehler, 1927

Especies fósiles:
- †Coelopleurus elegans (Bell), del Pleistoceno de la Formación Jizo-do de Japón.[5]
- Coelopleurus arnaudi Cotteau, 1883, Oligoceno (Rupeliense), Francia.
- Coelopleurus infulatus (Morton, 1833); Eoceno, costa este de USA.
- †Coelopleurus coronalis Klein in Leske, 1778[6][7].
- †Coelopleurus isabellae Cotteau,1892 [6].